# 조선군 (일본군)
일본 제국 조선군(일본어: 朝鮮軍, ちょうせんぐん 조센군[*]) 또는 조선 주둔 일본군(朝鮮 駐屯 日本軍)은 일제강점기에 일본 제국이 조선 지역을 수비하기 위한 일환으로 주둔군이었다.

## 역사
조선군의 기원은 러일 전쟁 때 대한제국 주재 일본 대사관과 조선에 체류하던 일본 민간인들의 보호를 구실로 들어와 한성부에 주둔시켰던 한국주차군(韓國駐箚軍)으로, 1904년 3월에 경성에 세워진 부대이다. 1905년 을사조약이 체결될 당시 조약을 체결할 수 있도록 억압하였고, 의병 운동을 탄압하였다.
1910년에 조선이 일본에 병합되자, 10월 1일에 부대 이름을 조선주차군(朝鮮駐箚軍)으로 바꾸었다. 1915년 12월 24일에 한반도의 경비를 위해 제19, 20사단을 창설하고, 이듬해 1916년에 육군은 조선주차군을 조선군으로 개편하였다. 1918년에는 조선총독부의 통치를 강화하기 위해 사령부가 설치되었다. 조선군은 소비에트 연방으로부터 한반도를 일본의 영역으로 유지하기 위한 방어 임무와 조선인들의 독립운동을 진압하는 임무를 맡게 된다.
1919년 3·1 운동이 일어나자 이를 무력 진압하는 데 참여하였다. 중일 전쟁이 발발한 1937년부터는 전쟁 동원과 관련된 활동을 강화하고 〈조선인 특별지원병 조례〉에 따라 경성부와 평양에 지원병 훈련소를 설치하고 조선인 병사를 조선군사령부에 입대시키기 시작했다.
1945년 2월 6일 조선군은 조선군관구로 개칭되고, 제17방면군(第17方面軍)에 예속되었다. 1945년 8월 8일 소련의 만주 침공 당시 이들은 병력 부족으로 웅기군, 나진시, 청진시에서 격파되었다. 그러나 1945년 8월 15일 일본이 패망한 이후에도 같은 해 9월 9일 경성에 미군이 진주하기 전까지 조직은 유지되었다.

## 편성
- 사령부
- 제19사단, 함경북도 라남, 1915년 12월 24일 ~ 1931년 12월
- 제20사단, 경성 용산, 1915년 12월 24일 ~ 1931년
- 조선 헌병대
- 요새사령부
  - 영흥항 임시요새 - 원산
  - 진해항 요새 - 진해; 1905년 10월 13일 ~ 1942년 6월
  - 부산 요새 - 부산; 1942년 6월 ~ 종전

## 연대 간부

### 사령관
|    | 이름                               | 취임             | 퇴임                |
| -- | ---------------------------------- | ---------------- | ------------------- |
| 1  | 하라구치 겐사이(原口兼済) 중장     | 1904년 3월 11일  | 1904년 9월 8일      |
| 2  | 하세가와 요시미치(長谷川好道) 대장 | 1904년 9월 8일   | 1908년 12월 21일    |
| 3  | 오쿠보 하루노(大久保春野) 대장     | 1908년 12월 21일 | 1911년 8월 11일     |
| 4  | 우에다 아리사와(上田有沢) 중장     | 1911년 8월 11일  | 1912년 1월 14일     |
| 5  | 안도 사다요시(安東貞美) 중장       | 1912년 1월 14일  | 1915년 1월 25일     |
| 6  | 이노구치 세이고(井口省吾) 중장     | 1915년 1월 25일  | 1916년 8월 18일     |
| 7  | 아키야마 요시후루(秋山好古) 중장   | 1916년 8월 16일  | 1917년 8월 6일      |
| 8  | 마쓰가와 도시타네(松川敏胤) 중장   | 1917년 8월 6일   | 1918년 7월 24일     |
| 9  | 우쓰노미야 다로(宇都宮太郎) 중장   | 1918년 7월 24일  | 1920년 8월 16일     |
| 10 | 오바 지로(大庭二郎) 중장           | 1920년 8월 16일  | 1922년 11월 24일    |
| 11 | 기구치 신노스케(菊池慎之助) 중장   | 1922년 11월 24일 | 1924년 8월 20일     |
| 12 | 스즈키 소로쿠(鈴木荘六) 중장       | 1924년 8월 20일  | 1926년 3월 2일      |
| 13 | 모리오카 슈세이(森岡守成) 대장     | 1926년 3월 2일   | 1927년 3월 5일      |
| 14 | 가나야 한조(金谷範三) 중장         | 1927년 3월 5일   | 1929년 8월 1일      |
| 15 | 미나미 지로(南次郎) 중장           | 1929년 8월 1일   | 1930년 11월 22일    |
| 16 | 하야시 센주로(林銑十郎) 중장       | 1930년 11월 22일 | 1932년 5월 26일     |
| 17 | 가와시마 요시유키(川島義之) 중장   | 1932년 5월 26일  | 1934년 8월 1일      |
| 18 | 우에다 겐키치(植田謙吉) 중장       | 1934년 8월 1일   | 1935년 12월 2일     |
| 19 | 고이소 구니아키(小磯国昭) 중장     | 1935년 12월 2일  | 1938년 7월 15일     |
| 20 | 나카무라 고타로(中村孝太郎) 대장   | 1938년 7월 15일  | 1941년 7월 7일      |
| 21 | 이타가키 세이시로(板垣征四郎) 대장 | 1941년 7월 7일   | 1945년 4월 7일      |
| 22 | 고즈키 요시오(上月良夫) 중장       | 1945년 4월 7일   | 1945년 9월 9일 항복 |

### 참모장
|    | 이름                                 | 취임             | 퇴임             |
| -- | ------------------------------------ | ---------------- | ---------------- |
| 1  | 사이토 리키사부로(斎藤力三郎) 중좌   | 1904년 3월 19일  | 1904년 9월 12일  |
| 2  | 오치아이 도요사부로(落合豊三郎) 소장 | 1904년 9월 12일  | 1905년 4월 7일   |
| 3  | 오타니 기쿠조(大谷喜久蔵) 소장       | 1905년 4월 7일   | 1905년 6월 1일   |
| 4  | 무타 게이쿠치로(牟田敬九郎) 소장     | 1906년 6월 1일   | 1908년 12월 21일 |
| 5  | 아카시 모토지로(明石元ニ郎) 소장     | 1908년 12월 21일 | 1910년 6월 15일  |
| 6  | 사카키바라 쇼조(榊原昇造) 소장       | 1910년 6월 15일  | 1910년 11월 30일 |
| 7  | 시바 가쓰사부로(柴勝三郎) 소장       | 1910년 11월 30일 | 1912년 9월 28일  |
| 8  | 다치바나 고이치로(立花小一郎) 소장   | 1912년 9월 28일  | 1914년 4월 17일  |
| 9  | 후루미 이즈시오(古海厳潮) 소장       | 1914년 4월 17일  | 1916년 4월 1일   |
| 10 | 시로주 아와시(白水淡) 소장           | 1916년 4월 1일   | 1917년 8월 6일   |
| 11 | 이치카와 겐타로(市川堅太郎) 소장     | 1917년 8월 6일   | 1918년 11월 1일  |
| 12 | 오노 도요시(大野豊四) 소장           | 1918년 11월 1일  | 1921년 7월 20일  |
| 13 | 야스미쓰 긴이치(安満欽一) 소장       | 1921년 7월 20일  | 1923년 8월 6일   |
| 14 | 아카이 하루미(赤井春海) 소장         | 1923년 8월 6일   | 1926년 3월 2일   |
| 15 | 하야시 센유키(林仙之) 소장           | 1926년 3월 2일   | 1927년 8월 26일  |
| 16 | 데라우치 히사이치(寺内寿一) 소장     | 1927년 8월 26일  | 1929년 8월 1일   |
| 17 | 나카무라 고타로(中村孝太郎) 소장     | 1929년 8월 1일   | 1930년 9월 22일  |
| 18 | 고다마 도모오(児玉友雄) 소장         | 1930년 9월 22일  | 1933년 8월 1일   |
| 19 | 오구시 게이키치(大串敬吉) 소장       | 1933년 8월 1일   | 1935년 12월 2일  |
| 20 | 사에다 요시시게(佐枝義重) 소장       | 1935년 12월 2일  | 1936년 12월 1일  |
| 21 | 구노 세이이치(久納誠一) 소장         | 1936년 12월 1일  | 1938년 3월 1일   |
| 22 | 기타노 겐조(北野憲造) 소장           | 1938년 3월 1일   | 1939년 9월 7일   |
| 23 | 가토 가기헤이(加藤鑰平) 소장         | 1939년 9월 7일   | 1941년 3월 1일   |
| 24 | 다카하시 단(高橋坦) 소장             | 1941년 3월 1일   | 1942년 7월 9일   |
| 25 | 이하라 준지로(井原潤次郎) 소장       | 1942년 7월 9일   | 1945년 9월 9일   |

## 같이 보기
- 일제강점기
- 청진 상륙 작전
- 일본제국 육군

## 참고
- 이규태 (1996년 6월 24일). “[이규태 역사에세이] 조선군 사령부 이야기”. 조선일보. 2008년 8월 17일에 확인함.